# Trump Island
Trump Island est un îlot situé aux Sud-Ouest des Etats-Unie d’Amérique dans l'état de Washington, faisant plus précisément partie des îles San Juan dans la mer des Salish. Il est entouré par Decatur Island, Center Island ainsi que Lopez Island. 
Il s'agit d'une propriété privée où un héliport, un quai ainsi qu'une villa étaient situés jusqu'en 2016, date à laquelle un incendie l'aurait détruite. L’îlot est à vendre depuis 2014, et aujourd'hui il est estimé à 5 millions de dollars.
Trump Island fait environ 0,12 km² de superficie, pour un périmètre de 1,3 km .
La famille du président américain Donald Trump n'est pas à l’origine du nom de l’île.